# Linum tenuifolium
Il lino montano o lino a foglie strette (Linum tenuifolium L.) è una pianta erbacea perenne della famiglia delle Linacee.

## Descrizione

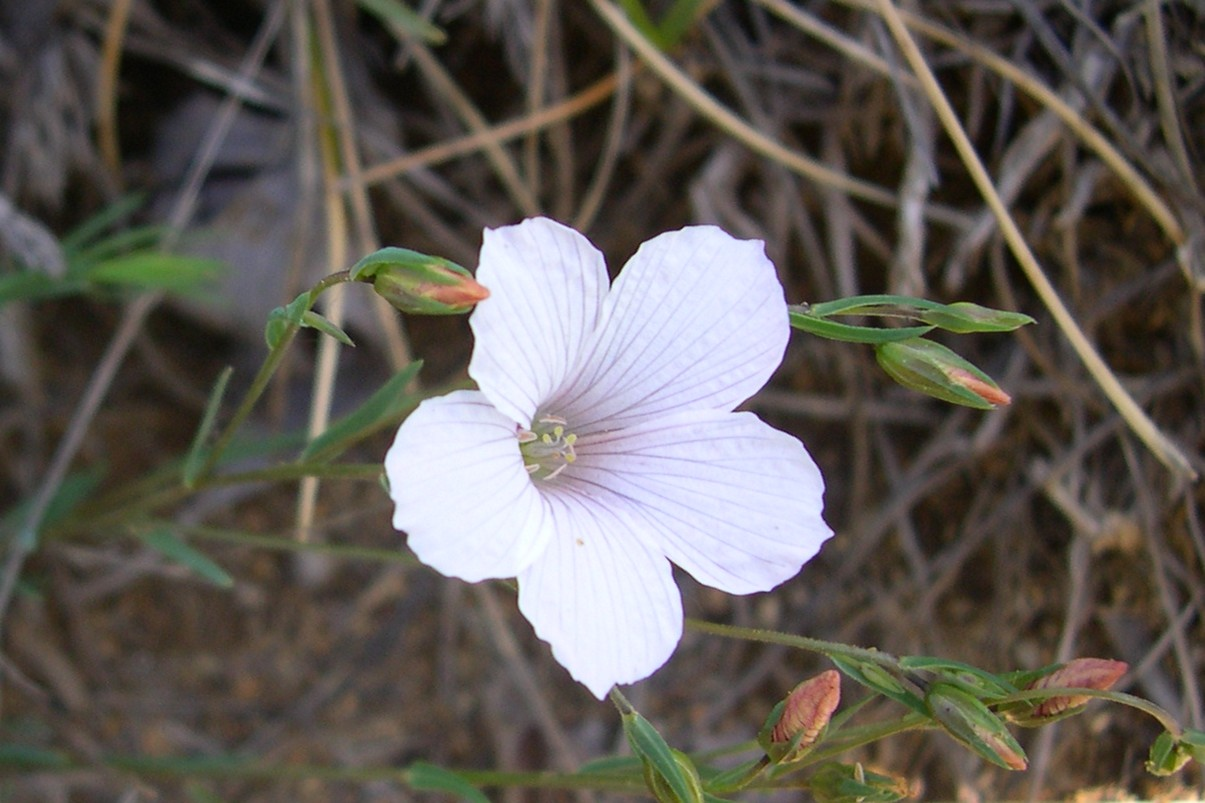
Il fiore

La piantina suffruticosa  e glabra si sviluppa da una base a ramificazioni legnose, con portamento ascendente di 15–40 cm di altezza.

Le foglie alterne aghiformi-semplici e glabre a nervatura unica, sono assai folte nella parte basale e rade nella parte sommitale fertile.

I fiori sono costituiti da un calice con 5 sepali ed altrettanti petali di colore variabile dal bianco all'azzurro-lilla pallido ed anche rosato.

## Distribuzione e habitat
Predilige terreni aridi sassosi o rocciosi montani (fino a 1.500 m s.l.m.), diffuso in tutta l'Europa del sud ed in tutte le regioni italiane.